# Marc Tanguay
Marc Tanguay, né le 18 avril 1973, est un avocat, enseignant et homme politique québécois. Membre du Parti libéral du Québec, il est député de la circonscription de LaFontaine à l'Assemblée nationale du Québec depuis l'élection partielle du 11 juin 2012.
Du 5 septembre 2019 au 16 juin 2020, il occupe la fonction de leader parlementaire de l'opposition officielle à l'Assemblée nationale du Québec. De novembre 2022 à juin 2025, il est chef intérimaire du Parti libéral du Québec.
Il est chef de l'opposition officielle de 2022 à 2025.

## Biographie
Un peu avant ses 18 ans, étant un partisan de l'indépendance du Québec, Marc Tanguay rejoint le Parti québécois. Il revoit son idéologie à la suite de la défaite du « Oui » au référendum sur l'indépendance du Québec de 1995 et au discours du premier ministre du Québec Jacques Parizeau qui s'ensuivit qui accusa « l'argent et des votes ethniques » de cette défaite. Il devint après fédéraliste quittant le PQ et rejoignant le Parti libéral du Canada en 2001 et le Parti libéral du Québec en 2006.
Marc Tanguay est diplômé de l'Université Laval en sciences politiques (1997) et de l'Université de Montréal en droit (2000). Il accède au Barreau du Québec en 2001. Il pratique le litige commercial chez Stikeman Elliott de 2001 à 2007. De juillet 2007 à avril 2010, Tanguay occupe le poste de directeur de la conformité chez GE Capital. Il reviendra à la pratique du litige commercial de juin 2010 à juin 2012 au sein de Delegatus Services Juridiques Inc. Avant de se lancer en politique à titre de candidat et ensuite de député pour le Parti libéral du Québec, Marc Tanguay enseigne à l’École du Barreau du Québec de 2009 à 2012.
Le 26 septembre 2009, Marc Tanguay est élu président du Parti libéral du Québec par les militants libéraux, lors du Conseil général de Drummondville. Il avait, auparavant, présidé le Comité sur l’identité et le fédéralisme qui dépose son rapport final au Congrès des membres de mars 2008.
Le 11 juin 2012 à l’occasion d’une élection partielle, il est élu, pour la première fois, député à l'Assemblée nationale du Québec de la circonscription de LaFontaine (correspondant au quartier Rivière-des-Prairies de Montréal). Il quitte alors ses fonctions de président du Parti libéral du Québec. Il est réélu à l'élection générale du 4 septembre 2012, à celle du 7 avril 2014, à celle du 1er octobre 2018 et à celle du 3 octobre 2022.
En raison du départ de la chefferie libérale de Dominique Anglade, Marc Tanguay devient le chef intérimaire du parti le 10 novembre 2022 ainsi que le chef de l'opposition officielle. Il demeure chef intérimaire du parti jusqu'à l'élection de Pablo Rodriguez, le 14 juin 2025 et chef de l'opposition officielle jusqu'à la nomination de Marwah Rizqy le 19 juin 2025.

## Résultats électoraux
|                                                                                               | Nom                    | Parti            | Nombre de voix | %      | Maj.  |
| --------------------------------------------------------------------------------------------- | ---------------------- | ---------------- | -------------- | ------ | ----- |
|                                                                                               | Marc Tanguay (sortant) | Libéral          | 13 398         | 51,7 % | 8 209 |
|                                                                                               | Loredana Bacchi        | Coalition avenir | 5 189          | 20 %   | -     |
|                                                                                               | Yassir Madih           | Conservateur     | 3 406          | 13,1 % | -     |
|                                                                                               | Anne B-Godbout         | Québec solidaire | 2 301          | 8,9 %  | -     |
|                                                                                               | Shawn Vermette-Tassoni | Parti québécois  | 1 322          | 5,1 %  | -     |
|                                                                                               | Quinn Brunet           | Vert             | 313            | 1,2 %  | -     |
| Total                                                                                         | Total                  | Total            | 25 929         | 100 %  |       |
| Le taux de participation lors de l'élection était de 62,3 % et 374 bulletins ont été rejetés. |                        |                  |                |        |       |

|                                                                                             | Nom                    | Parti              | Nombre de voix | %      | Maj.  |
| ------------------------------------------------------------------------------------------- | ---------------------- | ------------------ | -------------- | ------ | ----- |
|                                                                                             | Marc Tanguay (sortant) | Libéral            | 14 491         | 58,8 % | 9 091 |
|                                                                                             | Loredana Bacchi        | Coalition avenir   | 5 400          | 21,9 % | -     |
|                                                                                             | David Touchette        | Québec solidaire   | 2 181          | 8,9 %  | -     |
|                                                                                             | Claude Gauthier        | Parti québécois    | 2 057          | 8,3 %  | -     |
|                                                                                             | Caleb Lavoie           | Conservateur       | 434            | 1,8 %  | -     |
|                                                                                             | Yves Le Seigle         | Marxiste-léniniste | 80             | 0,3 %  | -     |
| Total                                                                                       | Total                  | Total              | 24 643         | 100 %  |       |
| Le taux de participation lors de l'élection était de 59 % et 493 bulletins ont été rejetés. |                        |                    |                |        |       |

|                                                                                               | Nom                       | Parti              | Nombre de voix | %      | Maj.   |
| --------------------------------------------------------------------------------------------- | ------------------------- | ------------------ | -------------- | ------ | ------ |
|                                                                                               | Marc Tanguay (sortant)    | Libéral            | 22 476         | 73,3 % | 19 149 |
|                                                                                               | Mathieu Pelletier         | Parti québécois    | 3 327          | 10,8 % | -      |
|                                                                                               | Julie Di Battista Manseau | Coalition avenir   | 3 303          | 10,8 % | -      |
|                                                                                               | Véronique Martineau       | Québec solidaire   | 1 189          | 3,9 %  | -      |
|                                                                                               | Benoit Drouin             | Vert               | 233            | 0,8 %  | -      |
|                                                                                               | Geneviève Dao Phan        | Option nationale   | 116            | 0,4 %  | -      |
|                                                                                               | Yves Le Seigle            | Marxiste-léniniste | 34             | 0,1 %  | -      |
| Total                                                                                         | Total                     | Total              | 30 678         | 100 %  |        |
| Le taux de participation lors de l'élection était de 74,4 % et 269 bulletins ont été rejetés. |                           |                    |                |        |        |

|                                                                                               | Nom                   | Parti            | Nombre de voix | %      | Maj.   |
| --------------------------------------------------------------------------------------------- | --------------------- | ---------------- | -------------- | ------ | ------ |
|                                                                                               | Marc Tanguay          | Libéral          | 17 081         | 59,1 % | 12 255 |
|                                                                                               | Marc Boulerice        | Parti québécois  | 4 826          | 16,7 % | -      |
|                                                                                               | Domenico Cavaliere    | Coalition avenir | 4 728          | 16,4 % | -      |
|                                                                                               | Christine Filiatrault | Québec solidaire | 1 248          | 4,3 %  | -      |
|                                                                                               | Gaëtan Bérard         | Vert             | 507            | 1,8 %  | -      |
|                                                                                               | Maxime Saint-Arnault  | Option nationale | 252            | 0,9 %  | -      |
|                                                                                               | Patrice Raza          | Conservateur     | 160            | 0,6 %  | -      |
|                                                                                               | Steven Hombrados      | Union citoyenne  | 78             | 0,3 %  | -      |
| Total                                                                                         | Total                 | Total            | 28 880         | 100 %  |        |
| Le taux de participation lors de l'élection était de 71,3 % et 327 bulletins ont été rejetés. |                       |                  |                |        |        |

|                                                                                               | Nom                   | Parti              | Nombre de voix | %      | Maj.  |
| --------------------------------------------------------------------------------------------- | --------------------- | ------------------ | -------------- | ------ | ----- |
|                                                                                               | Marc Tanguay          | Libéral            | 5 446          | 53,4 % | 3 710 |
|                                                                                               | Frédéric St-Jean      | Parti québécois    | 1 736          | 17 %   | -     |
|                                                                                               | Domenico Cavaliere    | Coalition avenir   | 1 601          | 15,7 % | -     |
|                                                                                               | Sébastien Rivard      | Québec solidaire   | 603            | 5,9 %  | -     |
|                                                                                               | Gaëtan Bérard         | Vert               | 308            | 3 %    | -     |
|                                                                                               | Paolo Zambito         | Option nationale   | 161            | 1,6 %  | -     |
|                                                                                               | Patrice Raza          | Conservateur       | 129            | 1,3 %  | -     |
|                                                                                               | Marc-André Beauchesne | Indépendant        | 104            | 1 %    | -     |
|                                                                                               | Renaud Blais          | Parti nul          | 82             | 0,8 %  | -     |
|                                                                                               | Guy Boivin            | Équipe autonomiste | 36             | 0,4 %  | -     |
| Total                                                                                         | Total                 | Total              | 10 206         | 100 %  |       |
| Le taux de participation lors de l'élection était de 25,5 % et 183 bulletins ont été rejetés. |                       |                    |                |        |       |

|                                                                                               | Nom                | Parti               | Nombre de voix | %      | Maj.  |
| --------------------------------------------------------------------------------------------- | ------------------ | ------------------- | -------------- | ------ | ----- |
|                                                                                               | Richard Merlini    | Action démocratique | 18 154         | 38,9 % | 4 704 |
|                                                                                               | Bertrand St-Arnaud | Parti québécois     | 13 450         | 28,8 % | -     |
|                                                                                               | Marc Tanguay       | Libéral             | 11 240         | 24,1 % | -     |
|                                                                                               | Marie-Mars Adam    | Vert                | 2 265          | 4,9 %  | -     |
|                                                                                               | Alain Dubois       | Québec solidaire    | 1 527          | 3,3 %  | -     |
| Total                                                                                         | Total              | Total               | 46 636         | 100 %  |       |
| Le taux de participation lors de l'élection était de 79,6 % et 382 bulletins ont été rejetés. |                    |                     |                |        |       |